# Aceitera antigoteo de Marquina

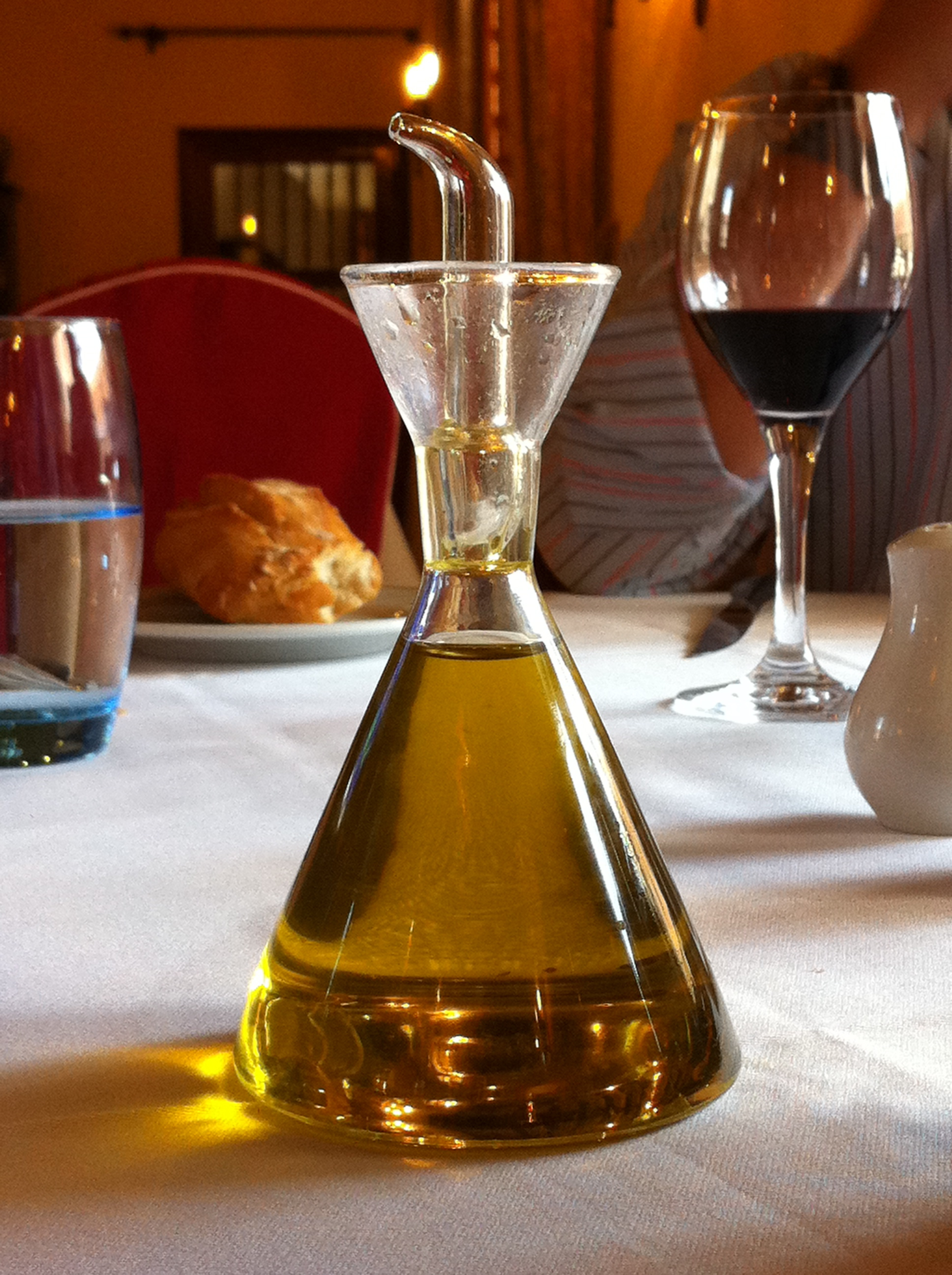
Aceitera Marquina.

La aceitera o vinagrera antigoteo de Marquina es un recipiente transparente y cónico diseñado para contener aceite o vinagre sin gotear ni ensuciar, y fue diseñado por Rafael Marquina en 1961. El éxito en ventas de este modelo ha originado innumerables plagios de su diseño, motivada por la caducidad de la patente hace años.

## Historia
La aceitera antigoteo fue creada en 1961 por el arquitecto y diseñador Rafael Marquina y Audouard (1921-2013). Este producto no fue diseñado por encargo sino por libre innovación de su autor, principalmente con motivo del primer congreso del ICSID, en Estocolmo. Debido a erróneas notas de prensa, está extendida la idea de que el autor se inspiró en la cristalería de laboratorio, en particular de un matraz Erlenmeyer. Sin embargo Marquina comentó que esta teoría le sorprendió al leerla en varias reseñas porque no es verdad y que, de hecho, gracias a ellas conoció lo que era un Erlenmeyer. Al parecer, su verdadera inspiración fue una botella de Tapio Wirkkala para empresa Arabia, basándose en formas geométricas puras.
Marquina pertenece a la primera ola del diseño industrial en España, en los años 60, aún bajo la dictadura franquista. Por esta época brotaban los primeros frutos del Plan de Estabilización, por el cual el Gobierno se decidía a reindustrializar la nación propiciando la bonanza económica y la sociedad de consumo (el llamado «milagro español»). Otros nombres prominentes de la ola son André Ricard o Miguel Milá. Estos diseñadores iniciaron sus trayectorias laborales diseñando pequeños productos domésticos, destacando algunos como la lámpara de mesa Fase Boomerang de Industrias Fase, la silla Riaza de Paco Muñoz, la lámpara de pie TCM de Miguel Milá o el cenicero Copenhagen, de André Ricard.
Las aceiteras de Marquina se volvieron habituales en el menaje de los hogares españoles, junto con la cristalería Duralex y la cafetera italiana. También en los bares y restaurantes, hasta que se prohibió por ley (Real Decreto 895/2013) el uso de aceiteras rellenables en negocios públicos. La popularidad de la aceitera-vinagrera antigoteo la convirtió también en un icono del diseño industrial español, y más particularmente del diseño catalán. Es uno de los objetos de diseño más copiados del mundo, y Rafael Marquina poseyó una colección personal de 150 plagios del objeto, de los cuales afirma que «el 80% no funciona».
El diseño original es todavía producido por la empresa de mobiliario Mobles 114, y vendido por la casa Nanimarquina fundada por la hija del diseñador, Elena Marquina. Por este y otros diseños, Marquina recibió la cruz de San Jorge en 2012.

## Aspectos técnicos
La original aceitera Marquina puede contener 200 cc y tiene unas dimensiones de 17 cm (altura) × 9 cm (diámetro base), siendo su material original vidrio de borosilicato. Se compone de dos piezas independientes, el surtidor y el cuerpo. El cuerpo se forma de una base cónica en cuya punta superior encontramos un cono invertido más pequeño como boca, formando un «doble cono». Éstos se unen por cuello o fuste en el que se encaja el surtidor, con pico curvado hacia un lado. El fuste tiene un plano ligeramente inclinado para que las gotas recuperadas no se estanquen en la boca del frasco. Además, una ranura en la base del surtidor permite la entrada de aire. La base ancha evita que se derrame y la boca cónica actúa como embudo cuando se llena el recipiente. Otra cosa que logró fue la ausencia de asa, manteniendo el diseño lo más simple posible. El líquido sale con un flujo constante y preciso.
A diferencia de la aceitera Marquina, la aceitera tradicional provoca goteos frecuentes que requieren el uso complementario de un platito o trozo de papel de cocina como base. Según ella, el diseñador se obsesionó con crear una aceitera que no goteara porque su madre le regañaba cuando manchaba el mantel con gotas de aceite.
Se usa principalmente para contener aceite de oliva, del cual España es líder de producción mundial.

## Reconocimientos
La aceitera antigoteo de Marquina recibió el primer premio Delta de Oro en 1961 y en 1986, que otorga la ADI-FAD (Asociación de Diseño Industrial, división de Fomento de las Artes y del Diseño).